# Снофру
Снофру (или Снефру, Снеферу, с гръцкото име Сорис) е египетски фараон, основоположник на IV династия в Древен Египет. Управлявал от около 2613 пр.н.е. до 2589 пр.н.е., той остава известен като мъдър и справедлив владетел.

## Семейство
Той е бил женен за Хетеферес, за която се смятало, че е дъщеря на бащата на Снофру Хуни, а негова майка била Мересанк I. Хетеферес и Снофру дали живот на най-известния строител на пирамиди, Хуфу, още познат под гръцкото име Хеопс.
Баща на най-известния строител на пирамиди Хуфу, Снефру всъщност е по-продуктивен от своя наследник, като първо завършва пирамидата на своя баща Хуни в Мейдум, а след това и собствената си стъпаловидна пирамида там. След това той строи известната Огъната пирамида в Дахшур и, най-накрая, първата истинска пирамида в Египет – Червената пирамида.

## Строителството на Снофру
Снофру бил доста по-изобретателен от наследника си, отговорен за построяването на трите пирамиди. Първо той завършил пирамидата на Хуни в Медум, като я трансформирал от стъпаловидна в истинска пирамида, първата от вида си. След завършването на постройката, тя частично се срутила. Последвал нов опит за построяването на пирамида. Така Снофру построил прочутата Наклонена пирамида в Дашур. Плановете ѝ не включвали наклона, но Снофру бил принуден да намали градуса на стените от 54 на 43, за да избегне срама от втори провал. Въпреки успешния строеж, пирамидата не била достатъчно достойна, следователно Снофру се заел с постройката на трета, позната като „Червената Пирамида“. Тя и до днес е четвъртата по големина в Египет.
Всички пирамиди, дело на Снофру имали едно сходство, което може да се види и днес – стъпаловиден таван. За да се избегне срутване, той използвал стъпаловидния таван, за да преразпредели тежестта ѝ. По този начин пирамидата нямало да рухне под тежестта на собствените си стени.
Благодарение на архитектурните познания на Снофру са построени пирамидите в Гиза. Завидните му способности се предали на сина му Хеопс, вследствие на което, бива построена най-великата пирамида на света – Хеопсовата.
Въпреки забележителният му принос към историята, относително малко се знае за живота и управлението му. Благодарение на надписи на камъка от Палермо става ясно, че Египтяните вече били започнали да внасят висококачествен дървен материал. Според надписите Снофру изпратил 40 кораба и натоварил материал от кедрово дърво от Ливан. Великият Фараон строил не само пирамиди, а и кораби. С тях пренасял стоки и оръжия до Нубия, Синай и Либия.
Според папирусът Уесткар, Снофру бил мъдър и справедлив фараон. Неговото Царуване било споменавано като Златен Век за Египет.